# 川上昌直
川上 昌直（かわかみ まさなお、1974年 − ）は、日本の経営学者。
兵庫県立大学経営学部教授。
博士（経営学）。

## 人物・来歴
- 1974年　大阪府生まれ
- 1996年　神戸商科大学(現・兵庫県立大学)卒業
- 2001年　神戸商科大学大学院博士後期課程単位取得
- 2001年　福島大学経済学部助教授
- 2008年　兵庫県立大学経営学部准教授
- 2010年　兵庫県立大学大学院会計研究科准教授
- 2012年　兵庫県立大学経営学部教授
- 2016年　ビジネス・ブレークスルー大学および大学院客員教授
- 2023年　ロンドン大学SOAS 特別招聘教授

## 研究
- ビジネスモデル
- 利益ロジック

## 研究・教育
大学で教鞭をとるかたわら、中小企業から東証一部上場企業まで、規模や業種を問わず多岐にわたるプロジェクトに関わり、マーケティングにとどまらず利益ロジックまでを含めた事業構築に関するメソッドや新たな論点を発信し続けている。一方で企業や内閣府など行政の研修も行っている。理論と実戦を融合したセミナーは、新社会人からベテラン経営者まで幅広い層から高い支持を得ている。また自身のゼミを、文系初の大学発ベンチャーとして独立させるなど、教育面でも実践を重んじている。

ゼビオホールディングスのアドバイザリーボードメンバーなどを務める。

第41回日本公認会計士協会学術賞（MCS賞）受賞（『ビジネスモデルのグランドデザイン　顧客価値と利益の共創』に対して）。

## 著作
- 『収益多様化の戦略』東洋経済新報社、2021年
- 『「つながり」の創りかた　新時代の収益化戦略 リカーリングモデル』東洋経済新報社、2019年
- 『マネタイズ戦略　顧客価値提案にイノベーションを起こす新しい発想』ダイヤモンド社、2017年
- 『先輩、これからボクたちは、どうやって儲けていけばいいんですか?』文響社、2017年
- 『そのビジネスから「儲け」を生み出す9つの質問』日経BP社、2016年
- 『ビジネスモデルのきほん』翔泳社、2015年
- 『ビジネスモデル思考法　ストーリーで読む「儲ける仕組み」のつくり方』ダイヤモンド社、2014年
- 『まず、のび太を探そう　初めて読むビジネスモデルの本』翔泳社、2014年
- 『課金ポイントを変える 利益モデルの方程式』かんき出版、2013年
- 『儲ける仕組みをつくるフレームワークの教科書』かんき出版、2013年
- 『ビジネスモデルのグランドデザイン 顧客価値と利益の共創』中央経済社、2011年
- 『戦略財務マネジメント（共著）』中央経済社、2008年
- 『ケースブックビジネスモデルシンキング（共著）』文眞堂、2006年
- 『財務マネジメント（共著）』中央経済社、2005年

## 連載
- 「やさしい経済学　広がるサブスクリプションモデル」『日本経済新聞』
- 「９セルで読み解く 川上昌直のビジネスモデルシンキング」『Business Journal』
- 「武器としてのビジネスモデル思考法」『DIAMONDオンライン』
- 「戦略としてのマネタイズ」『DIAMONDオンライン』

## 出演番組
- 『でんぱの神々 #234 見るだけで学べる新企画！世界一ヲタクに優しい神授業「ビジネスモデルをつくろう」』（BS朝日 出演：でんぱ組.inc）2016年12月
- 『テレ朝経済バラエティ 売り上げを倍にした黄金の知恵 日本企業10社全部見せます！』（テレビ朝日 出演：八木亜希子 タカアンドトシ　サンドウィッチマン　岸博幸ほか）2016年10月
- 『聞きにくい事を聞く』（テレビ朝日 出演：八木亜希子 タカアンドトシ　サンドウィッチマン）2016年9月
- 「第二検索株式会社」（テレビ朝日『お願い！ランキング』 出演：ピエール瀧ほか）2015年1月〜
- 「ビジネスジャッジ」（テレビ朝日『お願い！ランキング』 出演：堀江貴文ほか）2015年3月〜